# One Last Breath (Creed)
One Last Breath è un singolo del gruppo musicale statunitense Creed, pubblicato nel 2002 ed estratto dall'album Weathered.

## Classifiche
| Classifica (2002–2003)          | Posizione raggiunta |
| ------------------------------- | ------------------- |
| Australia (ARIA)                | 43                  |
| Regno Unito (UK Singles)        | 47                  |
| Stati Uniti (Billboard Hot 100) | 6                   |